# Грег Фостер (баскетболіст)
Грегорі Клінтон Фостер (англ. Gregory Clinton Foster; нар. 3 жовтня 1968, Окленд, Каліфорнія, США) — американський професіональний баскетболіст, що грав на позиціях важкого форварда і центрового за низку команд НБА. Чемпіон НБА 2001 року. Згодом — баскетбольний тренер. З 2020 року працює асистентом головного тренера команди «Індіана Пейсерз».

## Ігрова кар'єра
Починав грати в баскетбол у команді старшої школи Скайлайн (Окленд, Каліфорнія), де виступав разом з майбутньою зіркою Гарі Пейтоном. На університетському рівні грав за команди УКЛА (1986—1988 та УТЕП (1988—1990). На третьому курсі Університету Техасу в Ель Пасо, виступав разом з Тімом Гардевеєм та Антоніо Девісом. На четвертому курсі набирав 15 очок та 6,3 підбирання за гру.
Професійну кар'єру розпочав після закінчення університету 1990 року виступами у складі іспанської команди «Бреоган», де провів лише частину сезону.
Того ж року був обраний у другому раунді драфту НБА під загальним 35-м номером командою «Вашингтон Буллетс», де провів два сезони. З 1992 по 1993 рік грав у складі «Атланта Гокс». Частину 1993 року виступав у складі «Мілвокі Бакс». Наступною командою в кар'єрі гравця була «Папагу» з Греції, за яку він відіграв один сезон. Частину 1992 року виступав у складі «Атланта Гокс». 1994 року перейшов до «Міннесота Тімбервулвз», у складі якої провів наступний сезон своєї кар'єри. Наступною командою в кар'єрі гравця була «Юта Джаз», за яку він відіграв 4 сезони. З 1999 по 2000 рік грав у складі «Сіетл Суперсонікс». 2000 року перейшов до «Лос-Анджелес Лейкерс», у складі якої провів наступний сезон своєї кар'єри. Наступною командою в кар'єрі гравця була «Мілвокі Бакс», за яку він відіграв один сезон. Останньою ж командою в кар'єрі гравця стала «Торонто Репторз», до складу якої він приєднався 2002 року і за яку відіграв один сезон.
Протягом своєї кар'єри в НБА виступав, як правило, як рольовий гравець. Тричі досягав фіналів НБА (двічі з «Джаз» та один раз з «Лейкерс»), а 2001 року разом з «Лейкерс» став чемпіоном НБА.

## Тренерська робота
2013 року розпочав тренерську кар'єру, ставши асистентом головного тренера команди «Філадельфія Севенті-Сіксерс», в якій пропрацював до 2014 року.
2014 року був призначений асистентом головного тренера команди «Мілвокі Бакс», де пропрацював до 2018 року. З 2018 по 2020 рік — помічник головного тренера команди «Атланта Гокс».
В листопаді 2020 року призначений асистентом головного тренера «Індіани».